# Chiesa di Santa Maria e San Martino
La chiesa di Santa Maria e San Martino (in tedesco: Kirche St. Maria und St. Martin) è un luogo di culto cattolico di Treviri, in Germania, già collegiata di Pfalzel, ora distretto della città.

## Storia
Intorno all'anno 700, Adela di Pfalzel fondò, con il permesso dell'arcivescovo di Treviri Ludwin, un monastero di cui divenne la badessa. Per la costruzione della chiesa, fu utilizzato parte del Palatiolum, villa suburbana costruita intorno al 350 d.C.
Nel 1037, per volere del vescovo Poppo von Babenberg, il monastero fu affidato ai canonici, che ampliarono la chiesa. Nel 1230 fu costruita la nuova volta a crociera della chiesa e, nel XVI secolo, il campanile, demolito nell'Ottocento.
La chiesa fu venduta ad un'asta nel 1802, diventando contemporaneamente magazzino e stalla; nel 1927 fu riacquistata dalla diocesi, che la ampliò con la costruzione di una nuova navata e la trasformazione dell'antica chiesa in transetto della nuova. Danneggiata da una bomba nel 1944, la navata è stata ricostruita tra il 1962 e il 1965 su progetto dell'architetto Heinrich Otto Vogel.

## Descrizione

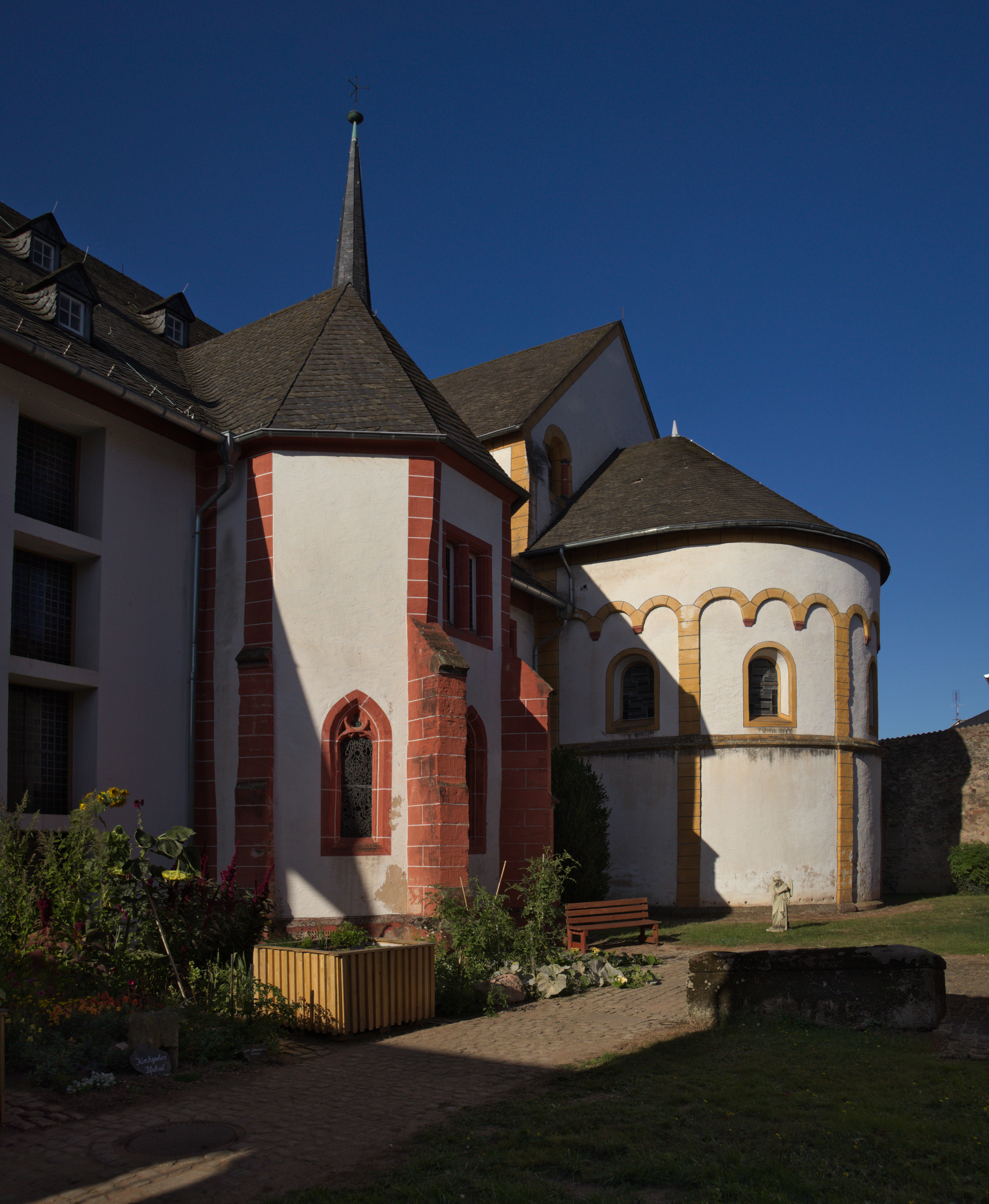
Esterno dell'abside

L'attuale chiesa di Santa Maria e San Martino, è l'unione dell'antico edificio romanico, originario dell'VIII secolo, e di quella moderno degli anni sessanta del Novecento. Mentre la prima costituisce il transetto, la seconda costituisce l'aula.
All'esterno, si possono notare, sui muri del transetto, le aperture di antiche finestre ad arco a tutto sesto, originarie del Palatiolum. Sempre all'esterno del transetto, si trova l'antico portale d'ingresso, ricostruito nel XVI secolo in forme barocche. Questo presenta un frontone sorretto da due colonne con capitelli corinzi.
L'interno della chiesa è a croce latina. L'aula (1962-1965) è suddivisa in tre navate coperte con soffitto piano ligneo da due file di archi a tutto sesto sorretti da colonne esagonali. La parete della navata di destra che dà sull'esterno, è costituita da una grande vetrata con intelaiatura a forma di quadrati.
Il transetto (VIII secolo, con rimaneggiamenti successivi) è a navata unica, ed è coperto con volta a crociera. In fondo al transetto, vi è l'antica abside semicircolare, illuminata da tre monofore con arco a tutto sesto.
L'abside maggiore, in asse con la navata centrale, è a pianta quadrangolare ed è costituita dal braccio sinistro del transetto della chiesa antica. Sulla parete fondale, sopra gli stalli lignei del coro, vi sono le statue dei santi Pietro e Paolo.
Fra le opere più importanti della chiesa, vi sono una Statua della Madonna del XIV secolo, in marmo rosso, la Statua di Sant'Anna col Bambino, in legno dipinto, del XVI secolo, e il dipinto della Crocifissione, sopra un altare laterale, del 1542. Sono invece moderni il fonte battesimale, il pulpito e l'altare maggiore.
Sulla cantoria lignea in controfacciata, vi è l'organo a canne Metzler opus 608, costruito nel 2000. Lo strumento, a trasmissione meccanica, ha tre tastiere di 56 note ciascuna ed una pedaliera dritta di 30.